# Filip (fill d'Antípatre)
Filip  (grec antic: Φίλιππος, llatí: Philippus) fou un general i príncep macedoni, fill d'Antípatre i germà de Cassandre.
Cassandre el va enviar l'any 313 aC al front d'un exèrcit per envair Etòlia, però quan va arribar a Acarnània es va assabentar que Eàcides havia recuperat el tron de l'Epir i va decidir encaminar l'exèrcit contra aquest rei, al que va aconseguir derrotar en una sagnant batalla. Eàcides, amb les forces que li restaven, es va unir a les forces etòlies i es va tornar a enfrontar a Filip, però va ser derrotat i mort. Els etolis van abandonar el camp obert i es van refugiar a les seves muntanyes, segons explica Diodor de Sicília.
Justí diu que va participar amb el seu germà Cassandre i un tercer germà, Iol·les, en una conspiració per l'assassinat d'Alexandre.